# Лекшур (Глазовський район)
Лекшу́р (рос. Лекшур) — присілок в Глазовському районі Удмуртії, Росія.

## Населення
Населення — 58 осіб (2010; 70 в 2002).
Національний склад станом на 2002 рік:
- удмурти — 77 %

## Урбаноніми[3]
- вулиці — Сибірська